# Leucauge uberta
Leucauge uberta är en spindelart som först beskrevs av Eugen von Keyserling 1893.  Leucauge uberta ingår i släktet Leucauge och familjen käkspindlar. Inga underarter finns listade i Catalogue of Life.